# Tarbíkomyš tlustoocasá
Tarbíkomyš tlustoocasá (Dipodomys gravipes) je malý hlodavec z čeledi pytloušovitých. Jedná se o mexický endemit. Druh byl popsán v roce 1925 a od roku 1986 byl považován za ohrožený nebo vyhynulý. Další jedince se podařilo spatřit až v roce 2017.

## Popis
Druh je dlouhý přibližně 13 cm, váží 80–90 g a patří tak k větším zástupcům rodu tarbíkomyší. Srst je svrchu bledě růžová, s některými delšími černými chlupy. Spodní část těla, včetně předních nohou a části zadních nohou, je bílá. Chlupatý ocas je delší než tělo; slouží jako jeho opora a zároveň pomáhá s udržováním rovnováhy při skákání.

## Rozšíření a způsob života
Jedná se o endemit vyskytující se ve dvou samostatných populacích v 20 km širokém pobřežním pásu mezi městy San Telmo a El Rosario v mexickém státě Baja California. Vyskytuje se v krajině s řídkou vegetací v malých nadmořských výškách a živí se semenami.

## Taxonomie a stupeň ohrožení
Druh popsal v roce 1925 americký zoolog Laurence M. Huey.
Od roku 1986 nebyl spatřen žádný zástupce druhu a někteří experti se proto domnívali, že vymřel v důsledku zemědělských aktivit a postupné proměny jeho přirozeného teritoria v pole. Přesto nebyl nikdy oficiálně zařazen mezi vyhynulé druhy – v Červeném seznamu IUCN byl v roce 1988 zařazen mezi ohrožené druhy a posléze byl tento jeho status opakovaně potvrzován (v letech 1990, 1994 a 1996).
Dlouhé pátrání po žijících zástupcích druhu přineslo výsledek až v roce 2017, kdy vědci z Přírodovědeckého muzea v San Diegu nalezli na poli 4 živé jedince a úspěšně je odchytili. Posléze zjistili, že druh v současnosti žije i v chráněné oblasti Valle Tranquillo.